# Andreas Omminger
Andreas Omminger (Innsbruck, 11 gennaio 1983) è un allenatore di sci alpino ed ex sciatore alpino austriaco.

## Biografia

### Carriera sciistica
Attivo in gare FIS dal novembre del 1998, in Coppa Europa Omminger esordì il 17 gennaio 2001 ad Altenmarkt-Zauchensee in discesa libera (92º)  e ottenne il primo podio il 20 dicembre 2004 a Špindlerův Mlýn in slalom speciale (3º). Esordì in Coppa del Mondo il 16 gennaio 2005 a Wengen in slalom speciale, senza completare la prova; sempre in slalom speciale colse l'ultimo podio in Coppa Europa, il 14 marzo 2005 a Roccaraso (2º), e il miglior piazzamento in Coppa del Mondo, l'8 gennaio 2006 ad Adelboden (13º).
Prese per l'ultima volta il via in Coppa Europa il 18 gennaio 2010 a Kirchberg in Tirol in slalom speciale, senza completare la prova, e in Coppa del Mondo il 31 gennaio 2010 a Kranjska Gora nella medesima specialità, senza qualificarsi per la seconda manche. Si ritirò durante quella stessa stagione 2009-2010 e la sua ultima gara fu uno slalom speciale FIS disputato il 5 febbraio a Söll, chiuso da Omminger al 3º posto.; in carriera non prese parte a rassegne olimpiche o iridate.

### Carriera da allenatore
Dopo il ritiro è divenuto allenatore nei quadri prima della Federazione sciistica della Germania, poi in quelli della Federazione sciistica dell'Austria.

## Palmarès

### Coppa del Mondo
- Miglior piazzamento in classifica generale: 79º nel 2006

### Coppa Europa
- Miglior piazzamento in classifica generale: 22º nel 2005
- 3 podi:
  - 2 secondi posti
  - 1 terzo posto

### Campionati austriaci
- 2 medaglie:

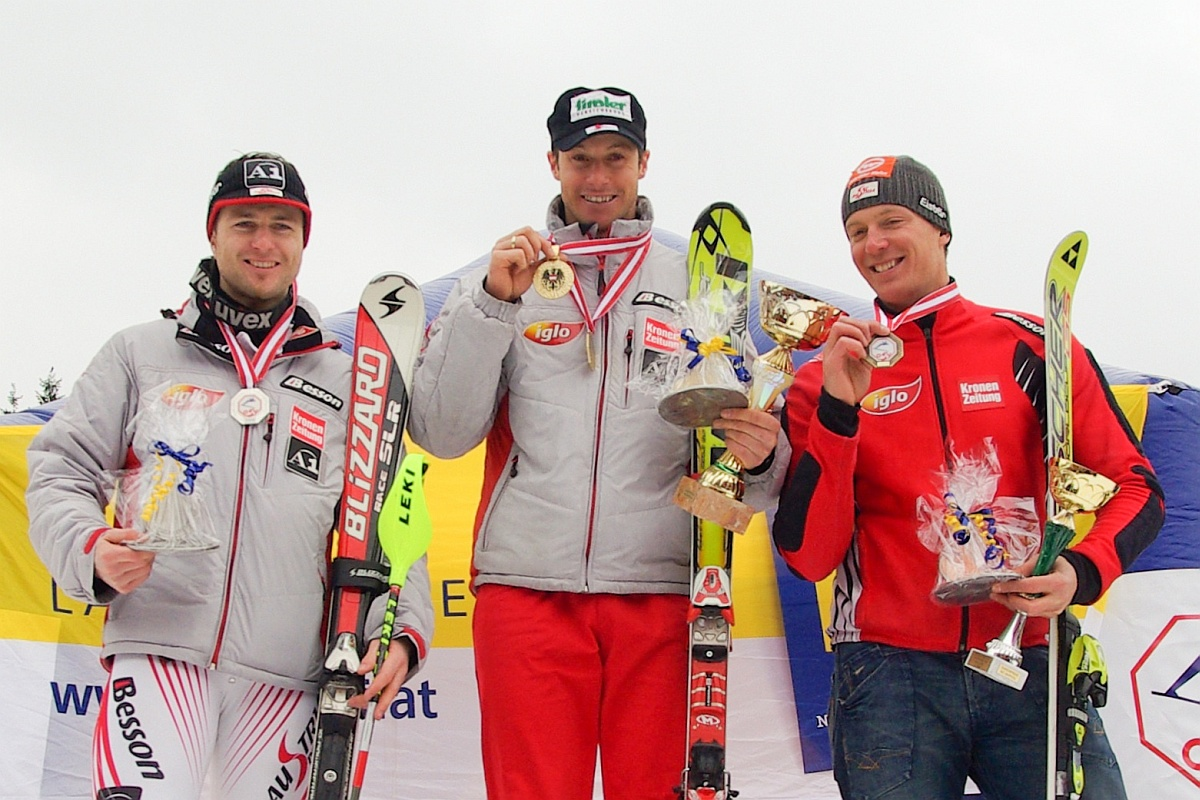
Il podio dello slalom speciale ai Campionati austriaci 2009: da sinistra, Reinfried Herbst (argento), Manfred Pranger (oro) e Andreas Omminger (bronzo)

  - 2 bronzi (slalom speciale nel 2002; slalom speciale nel 2009)